# Девід Тьюліс
Девід Тьюліс (англ. David Thewlis, 20 березня 1963, Блекпул, графство Ланкашир, Англія, Велика Британія) — англійський актор, режисер, сценарист.

## Біографія
Девід Тьюліс народився у містечку Блекпул, що у графстві Ланкашир на П-З Англії у сім'ї Морін (до шлюбу Тьюліс) та Алека Раймонда Вілера. Його батьки тримали лавку, де влітку продавали іграшки, а взимку — шпалери та фарби. В юнацькі роки Девід був учасником рок-гурту QED, з яким виступав в деяких готелях Блекпула, щоб заробити грошей на нове музичне обладнання і перший звукозапис (на Storm Studios в Блекпулі). Пізніше став соло-гітаристом панк-рок-гурту Door 66, разом з яким переїхав до Лондона для виступів. Саме там, за прикладом своїх колег з гурту, вирішив змінити сферу діяльності й вступити до Драматичної школи Гілдхолл, яку закінчив у 1984. Трошки пізніше, перед вступом до акторської спілки, він змінив прізвище з батьківського на материнське — Тьюліс.
Певний час після закінчення школи Гілдхолл він грав у театрі. Дебют Девіда в кіно відбувся в 1993 році з фільмом «Оголені», за роль в якому він отримав премію Каннського кінофестивалю в номінації «Найкращий актор». Він довго мав стосунки з Аною Фріл. У 2005 році у нього народилася донька Грейсі Еллен Мері Фріл. Але у 2010 році пара розсталася. Другою дружиною актора стала його давня подруга - француженка на ім'я Ермін.

## Фільмографія
1. 1986 — The Singing Detective
2. 1987 — The Short and Curlies
3. 1988 — A Bit of a Do
4. 1988 — Крихітка Доріт / Little Dorrit
5. 1990 — Oranges Are Not the Only Fruit (TV)
6. 1990 — Життя прекрасне
7. 1993 — Оголені
8. 1993 — Головний підозрюваний 3 / Prime Suspect 3 (TV)
9. 1994 — Black Beauty
10. 1995 — Повне затемнення
11. 1995 — Королівська милість
12. 1996 — James and the Giant Peach
13. 1996 — Серце дракона / Dragonheart
14. 1996 — Острів доктора Моро
15. 1997 — Сім років у Тибеті
16. 1998 — Великий Лебовські
17. 1998 — Divorcing Jack
18. 1998 — Besieged
19. 1999 — Whatever Happened to Harold Smith?
20. 2000 — The Miracle Maker (TV)
21. 2000 — Гангстер № 1
22. 2002 — Дінотопія / Dinotopia (TV)
23. 2003 — Cheeky
24. 2003 — У пастці часу
25. 2004 — Гаррі Поттер і в'язень Азкабану
26. 2005 — Царство небесне
27. 2005 — Невидимі діти
28. 2005 — Новий Світ
29. 2006 — Основний інстинкт 2 / Basic Instinct 2: Risk Addiction
30. 2006 — Омен
31. 2007 — Гаррі Поттер та Орден Фенікса
32. 2007 — The Inner Life of Martin Frost
33. 2008 — Хлопчик у смугастій піжамі
34. 2009 — Гаррі Поттер і Напівкровний Принц
35. 2009 — Вероніка вирішує померти / Veronika Decides to Die (екранізація однойменного роману Пауло Коельйо) — Доктор Блейк / Dr. Blake
36. 2010 - Гаррі Поттер і смертельні реліквії: Частина 1
37. 2010 — Славний малий
38. 2010 — Охоронець / London Boulevard
39. 2011 - Гаррі Поттер і смертельні реліквії: Частина 2
40. 2013 — П'ята влада
41. 2013 — Теорема Зеро
42. 2017 — Гонка століття
43. 2019 — Небезпечна жінка
44. 2021 — Ліга справедливості Зака Снайдера
45. 2022 — Пісочний чоловік
46. 2022 — Енола Холмс 2
47. 2022 — Дивовижний Моріс

## Премії та нагороди
- 1993 — Каннський кінофестиваль — срібна нагорода за найкращу чоловічу роль («Оголені»);
- 1996 — BAFTA — номінація на найкращий короткометражний фільм («Привіт, привіт, привіт»);
- 2007 — Золота малина — номінація на найгіршу чоловічу роль другого плану («Основний інстинкт 2: Жага ризику»).